# مکنده‌دهان دم‌پرچمی
مکنده‌دهان دم‌پرچمی (نام علمی: Chiloglanis anoterus) نام یک گونه از سرده مکنده‌دهان‌ها است.